# Zortech
Zortech Inc. était un éditeur de logiciels qui fut rachetée en 1991 par Symantec.
Les produits Zortech C et Zortech C++ furent alors renommés Symantec C et Symantec C++.
Fondée par Walter Bright sous le nom de Zorland, la trop grande proximité de consonance avec Borland l'obligea a en changer le nom en Zortech.

## Liens
- http://www.classiccmp.org/pipermail/cctech/2004-February/026659.html